# Liste des stations du métro de Bucarest
Pour un article plus général, voir Métro de Bucarest.
Liste alphabétique des stations du métro de Bucarest en Roumanie:
- Haut – A
- B
- C
- D
- E
- F
- G
- H
- I
- J
- K
- L
- M
- N
- O
- P
- Q
- R
- S
- T
- U
- V
- W
- X
- Y
- Z

## 1
| Station          | Ligne(s) |
| ---------------- | -------- |
| 1 Mai            | M4, M6   |
| 1 Decembrie 1918 | M3       |

## A
| Station            | Ligne(s) |
| ------------------ | -------- |
| Academia Militară  | M5       |
| Anghel Saligny     | M3       |
| Apărătorii Patriei | M2       |
| Aurel Vlaicu       | M2       |
| Aviatorilor        | M2       |

## B
| Station | Ligne(s) |
| ------- | -------- |
| Basarab | M1, M4   |
| Berceni | M2       |

## C
| Station                | Ligne(s) |
| ---------------------- | -------- |
| Constantin Brâncoveanu | M2       |
| Constantin Brâncuși    | M5       |
| Costin Georgian        | M1       |
| Crângași               | M1       |

## D
| Station          | Ligne(s) |
| ---------------- | -------- |
| Dimitrie Leonida | M2       |
| Dristor          | M1, M3   |

## E
| Station          | Ligne(s)   |
| ---------------- | ---------- |
| Eroii Revoluției | M2         |
| Eroilor          | M1, M3, M5 |

## F
| Station | Ligne(s) |
| ------- | -------- |
| Favorit | M5       |

## G
| Station      | Ligne(s) |
| ------------ | -------- |
| Gara de Nord | M1, M4   |
| Gorjului     | M3       |
| Grivița      | M4       |
| Grozăvești   | M1       |

## I
| Station | Ligne(s) |
| ------- | -------- |
| Izvor   | M1, M3   |

## J
| Station | Ligne(s) |
| ------- | -------- |
| Jiului  | M4       |

## L
| Station     | Ligne(s) |
| ----------- | -------- |
| Laminorului | M4       |
| Lujerului   | M3       |

## M
| Station     | Ligne(s) |
| ----------- | -------- |
| Mihai Bravu | M1, M3   |

## N
| Station            | Ligne(s) |
| ------------------ | -------- |
| Nicolae Grigorescu | M1, M3   |
| Nicolae Teclu      | M3       |

## O
| Station | Ligne(s) |
| ------- | -------- |
| Obor    | M1       |
| Orizont | M5       |

## P

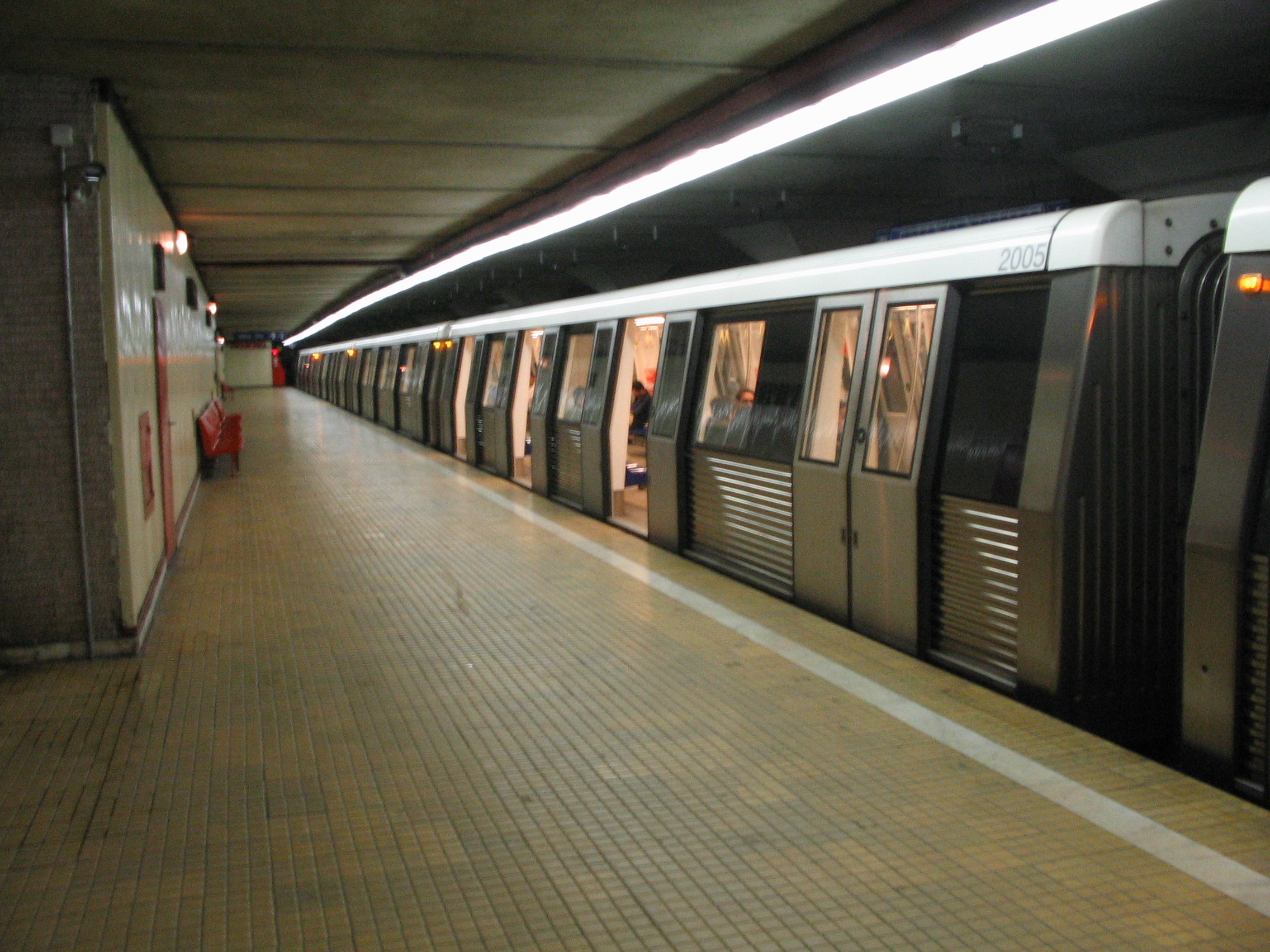
Rame à la station Pipera

| Station             | Ligne(s)   |
| ------------------- | ---------- |
| Păcii               | M3         |
| Pantelimon          | M1         |
| Parc Bazilescu      | M4         |
| Parc Drumul Taberei | M5         |
| Petrache Poenaru    | M3         |
| Piața Iancului      | M1         |
| Piața Muncii        | M1         |
| Piața Romană        | M2         |
| Piața Sudului       | M2         |
| Piața Unirii        | M1, M2, M3 |
| Piața Victoriei     | M1, M2     |
| Pipera              | M2         |
| Politehnica         | M3         |
| Preciziei           | M3         |

## R
| Station       | Ligne(s) |
| ------------- | -------- |
| Raul Doamnei  | M5       |
| Republica     | M1       |
| Romancierilor | M5       |

## S
| Station         | Ligne(s) |
| --------------- | -------- |
| Străulești      | M5       |
| Ștefan cel Mare | M1       |

## T
| Station            | Ligne(s) |
| ------------------ | -------- |
| Timpuri Noi        | M1, M3   |
| Tineretului        | M2       |
| Titan              | M1       |
| Tudor Arghezi      | M2       |
| Tudor Vladimirescu | M5       |

## U
| Station      | Ligne(s) |
| ------------ | -------- |
| Universitate | M2       |

## V
| Station         | Ligne(s) |
| --------------- | -------- |
| Valea Ialomiței | M5       |